# Collégiale Saint-Étienne d'Eymoutiers
La collégiale Saint-Étienne d'Eymoutiers est une ancienne collégiale située à Eymoutiers, en France.

## Localisation
La collégiale est située dans le département français de la Haute-Vienne, sur la commune d'Eymoutiers.

## Historique
L'édifice est classé au titre des monuments historiques le 11 octobre 1907.